# Les Cinq Mines de gravium
Les Cinq Mines de gravium est la deuxième aventure, sur un total de treize, qu'effectue le Capitaine Flam dans la série de dessins animés qui porte son nom. Cette aventure est racontée en quatre épisodes de 22 minutes chacun.
Le dessin animé est une adaptation du roman Le Défi (« Captain Future's Challenge ») d'Edmond Hamilton, paru en 1940. 
Le Capitaine Flam a pour mission d'empêcher un bandit galactique de détruire les mines de « gravium » du système solaire et de découvrir son identité. 

## Liste des épisodes
1. Le Complot de Wrackar
2. Prisonnier sous la mer
3. Les Créatures aquatiques
4. Le Secret de Wrackar

## Résumé

### «Le Complot de Wrackar»
Le « gravium » est un métal très rare mais indispensable pour contrôler la pesanteur. Il permet ainsi aux hommes de voyager aisément dans l'espace. Il n'existe que cinq gisements dans tout l'univers. Lorsque le récit commence, trois des cinq mines ont été détruites par Wrackar, un mystérieux personnage masqué qui rêve d'avoir le pouvoir absolu dans la galaxie. Le président du gouvernement intersidéral appelle le Capitaine Flam au secours. 
Celui-ci vient d'être enlevé par les hommes de main de Wrackar qui l'emmènent dans un vaisseau spatial en orbite autour du Soleil. Wrackar menace alors le gouvernement sidéral avec le capitaine en otage et déclare vouloir détruire les deux mines restantes. Mais le capitaine se débarrasse de son gardien, prévient Mala puis prenant place dans une « bulle de secours »,s'évade au péril de sa vie du vaisseau et est récupéré de justesse par le Cyberlab avant d'être brûlé par le soleil.
Il demande alors au président à rencontrer en même temps les cinq directeurs des gisements de gravium, persuadé que Wrackar est l'un d'eux:
- Julius Gann, responsable de la mine de la planète Bama;
- Kazou, responsable de la mine de la constellation du Loup;
- Kerk Eli, responsable de la mine de la constellation du Serpent;
- Oro Libro, responsable de la mine de la constellation de l'Aigle;
- Svalo, responsable de la mine de la planète Ramda.

Lors de la réunion, l'adjoint de Julius Gann chargé de l'exploitation, Carson Brand, est présenté aux participants. Il informe Julius Gann de graves incidents dans la mine de gravium.
À l'issue de la réunion, Svalo, responsable de la seule mine restant en bon état, fait figure de coupable idéal aux yeux du Capitaine Flam et de son équipe. Ils sont alors attaqués par les vaisseaux de Wrackar. Un appel de détresse de Kerk Eli oblige Flam à rompre le combat, malheureusement le Cyberlab arrive trop tard. Les agresseurs se dirigent vers la planète Ramda. Le Cyberlab prend aussi cette direction. 
Sur place, ils rencontrent Svalo, qui proclame son honnêteté et son innocence. Wrackar fait alors exploser de puissantes bombes qui entraînent une éruption volcanique et la destruction de la mine. Svalo injustement soupçonné, est englouti par la lave tandis que le capitaine et ses compagnons quittent précipitamment la planète.

### «Prisonnier sous la mer»
Le Capitaine et ses compagnons se rendent en urgence sur la planète Bama dans la queue du Scorpion, où se trouvent les trois derniers puits de gisements de gravium. Ces gisements sont situés sous la mer.
Pour sa part Johann accompagnée par Crag procède à une enquête auprès des extraterrestres autochtones de la planète mais ces derniers, alliés à Wrackar, font prisonnière la jeune femme. Ils l'amènent jusqu'au vaisseau de Wrackar en cours de transformation en sous-marin. 
Pendant ce temps, le Capitaine Flam descend dans le puits sous-marin n°1, qui fait l'objet d'une mystérieuse attaque. Arrivé dans le sous-sol sous-marin, resté seul il aperçoit une forme étrange ressemblant à une « créature sous-marine » évoquée par les légendes autochtones. Les parois du puits sont sabotées et il est noyé par les eaux. Le capitaine parvient à rester en vie en se réfugiant dans un conteneur dont il scelle les extrémités avec son pistolet à protons. Il revient vivant à la surface.
À la recherche de Johann, Crag aperçoit un homme qui quitte précipitamment la forêt en hélicoptère. Johann réussit à se détacher de ses liens et à s'enfuir du vaisseau poursuivie par les hommes de Wrackar. Elle est secourue par Crag mais tous deux se retrouvent en situation difficile. Le Capitaine Flam et Mala surgissent et font fuir les sbires de Wrackar. À cette occasion, l'un des hommes de Wrackar, Kihiri, est fait prisonnier. Le vaisseau disparait au fond des eaux.
Peu après, le deuxième puits de gravium est attaqué et est détruit par un vaisseau sous-marin de Wrackar. Il ne reste alors qu'un dernier puits. Crag reconnaît sur des photographies l'homme qui avait quitté la forêt en hélicoptère: il s'agit de Kazou, le directeur de la mine de la constellation du Loup. Kazou fait donc figure de suspect : est-il Wrackar ?
Les deux vaisseaux de Wrackar attaquent alors le Cyberlab, mais Flam et son équipe ripostent en détruisent un. Wrackar a eu le temps de prendre la fuite en s'éjectant. Alors que le Capitaine le poursuit sous les eaux, il aperçoit des formes ressemblant à des créatures aquatiques. Wrackar disparaît à bord du deuxième vaisseau.
Alors qu'il est dans le coma, Kihiri, fait prisonnier lors de la libération de Johann, se met à délirer dans une langue inconnue. Flam a l'impression que son esprit n'est pas humain.

### «Les Créatures aquatiques»
Après un examen médical approfondie Flam et le professeur Simon découvrent que si Kihiri a l'apparence d'un humain, son esprit n'est pas celui d'un homme bien qu'aucune trace d'une intervention chirurgicale prouvant une éventuelle transplantation de cerveau ne soit détectée. Ezla souligne que Kihiri est un pêcheur de la planète Bama qui avait disparu il y a un mois tout comme de nombreux pêcheurs, la rumeur dit que c'est le « démon des océans » qui les auraient enlevés. 
Kazou est retrouvé mort, tué par des « algues vampires », capables de vider un homme de tout son sang en quelques secondes.
Mala se déguise en marin et va espionner les humains du port. Il se fait engager sur un navire de pêche. Pendant ce temps, Johann découvre que les hommes de Wrackar se cachent dans un entrepôt. 
Le Capitaine Flam se déguise en Kihiri afin de se faire passer pour lui. Il se rend dans l'entrepôt mais est soupçonné par ses camarades. Menacé par les sbires de Wrackar d'être immédiatement exécuté avec des algues vampires, il prétend qu'il détient des informations utiles à Wrackar. Le chef du groupe décide de le garder en vie afin de le présenter ultérieurement à Wrackar.  
Mala, sur le navire de pêche, va inspecter un mystérieux "rocher noir". Pendant ce temps le véritable Kihiri parvient à s'échapper du Cyberlab et regagne l'entrepôt de Wrackar.
Alors qu'il est emmené au repaire secret de Wrackar, le "rocher noir", le capitaine apprend que les hommes de Wrackar sont en réalité des créatures aquatiques qui ont pris apparence humaine grâce à une machine. Le capitaine découvre le véritable aspect de ces créatures. Puis arrive Wrackar. Le capitaine lui annonce que le puits n°3 a été piégé et que toute attaque entraînerait la mort des assaillants. Wrackar se montre satisfait et lui donne un flacon d'algue vampire afin de tuer le capitaine. À ce moment-là, le vrai Kihiri arrive et dénonce l'imposteur : le Capitaine Flam, découvert, tente de prendre la fuite mais est vite rattrapé par les créatures aquatiques. Il est mis de force dans un caisson électronique et son esprit est transféré dans le corps d'une créature aquatique. L'esprit de celle-ci est réciproquement transféré dans le corps du capitaine.
Lorsque l'équipage du Cyberlab arrive près de la base de Wrackar (renseigné par Mala), le vaisseau de Wrackar est détruit et le « Capitaine Flam » (en fait une créature sous marine) se présente devant Crag, Mala, Johann et le Pr Simon. Grâce à cette apparence physique, la créature les trompe et les fait prisonniers. Le capitaine, dont l'esprit est transféré dans le corps d'une créature aquatique, découvre l'existence d'une civilisation aquatique très développée. Il se retrouve incarcéré dans une prison sous-marine gardée par deux créatures monstrueuses, avec d'autres prisonniers humains dont les esprits ont été transférés dans les corps de créatures aquatiques.

### «Le Secret de Wrackar»
Le Capitaine Flam, incarcéré avec d'autres humains qui ont comme lui dû prendre une apparence de créature aquatique, organise une révolte. Utilisant la force de l'une des créatures monstrueuses assurant la garde de la prison sous marine, ils parviennent à s'échapper et à regagner la base de Wrackar.
Pendant ce temps, le jeune Ken est enfermé dans un caisson étanche placé dans un excavateur nucléaire : il doit être exécuté en guise de sacrifice au dieu des créatures aquatiques en même temps que l'île principale en forme de champignon sera engloutie par les eaux.
Au moment où Johann est sur le point d'avoir son esprit transféré dans le corps d'une créature aquatique, le Capitaine Flam et ses compagnons attaquent la base de Wrackar. Johann, Mala, Crag et Simon sont libérés. Utilisant à nouveau la machine à transfert de pensée, le capitaine reprend son corps originel.
De retour au quartier général de la police, le Capitaine Flam demande à Ezla de rassembler tous les sous-marins disponibles pour attaquer les créatures sous-marines. Ils demande aussi de rassembler Gann, Libro et Brant (il est persuadé que Wrackar est l'un d'eux).
Grâce aux sous-marins, Flam neutralise les créatures aquatiques, détruit l'excavateur nucléaire et délivre le petit Ken.
Flam amène Gann, Libro et Brant dans la base de Wrackar. Au passage, il montre aux trois suspects un riche gisement de gravium, situé au fond de la mer et connu seulement de Wrackar . Sur place, désignant une créature aquatique prisonnière dans une salle secrète, Flam révèle qu'il s'agit du corps de Wrackar, et que l'esprit de ce dernier a été transféré dans le corps de l'un des trois suspects. Chacun des trois hommes nie être Wrackar. Flam menace alors de tuer la créature prisonnière, ainsi Wrackar ne pourra pas retrouver son corps. Carson Brant se démasque alors et tente de tuer le capitaine en lui jetant une algue vampire. Crag se précipite et reçoit l’algue vampire sur son corps. Étant composé de métal, Crag n'est pas blessé. Wrackar est maîtrisé et après un ultime transfert de pensée, le Capitaine Flam le remet à la justice terrestre.